# Tjipkuo naturreservat
Tjipkuo naturreservat är ett naturreservat i Arvidsjaurs kommun i Norrbottens län.
Området är naturskyddat sedan 2024 och är 388 hektar stort. Reservatet ligger väster om Arvidsjaur  och består av gran- och tallskogar på bergens sluttningar.